# Dupla de criação
No mundo da publicidade, chama-se dupla de criação à que é formada pelo redator e pelo diretor de arte. Essa dupla é responsável pela criação de ideias para os anúncios publicitários. Sua função em uma agência de publicidade é a de criar peças publicitárias de acordo com o briefing trazido e com a supervisão do diretor de criação.
Toda a parte ilustrativa e de texto é feita pela dupla. Esse sistema tem mudado com o tempo. No início, não existia dupla de criação: era apenas o redator que ficava com o trabalho de criação, e o ilustrador é que ficava a cargo de elaborar o layout, sem interferir nas ideias (ver Alex Periscinoto). Com o tempo, essa estrutura mudou: as agências passaram a unir o redator e o diretor de arte na elaboração das ideias, vendo que a parte visual era tão importante quanto o texto, mesmo na época em que as propagandas tinham mais texto do que imagens. Atualmente, dá-se maior importância à parte visual, considerando-se que o público lê menos.
Algumas agências adotam outro sistema: os grupos de criação, envolvendo mais de duas pessoas. Uma agência que chegou a adotar esse sistema no Brasil foi a W/Brasil. Lá, essa iniciativa partiu de Washington Olivetto, que acreditou que um número maior de pessoas envolvidas agilizaria o processo. Na realidade, não há regras. O processo de criação pode envolver dois redatores e um diretor de arte, dois diretores de arte e um redator, ou até mais do que três profissionais.